# Бендзелін
Бендзелін (пол. Będzelin) — село в Польщі, у гміні Колюшки Лодзький-Східного повіту Лодзинського воєводства.
Населення — 428 осіб (2011).
У 1975-1998 роках село належало до Пйотрковського воєводства.

## Демографія
Демографічна структура станом на 31 березня 2011 року:
|          | Загалом | Допрацездатний вік | Працездатний вік | Постпрацездатний вік |
| -------- | ------- | ------------------ | ---------------- | -------------------- |
| Чоловіки | 205     | 41                 | 133              | 31                   |
| Жінки    | 223     | 37                 | 117              | 69                   |
| Разом    | 428     | 78                 | 250              | 100                  |